# 差館上街

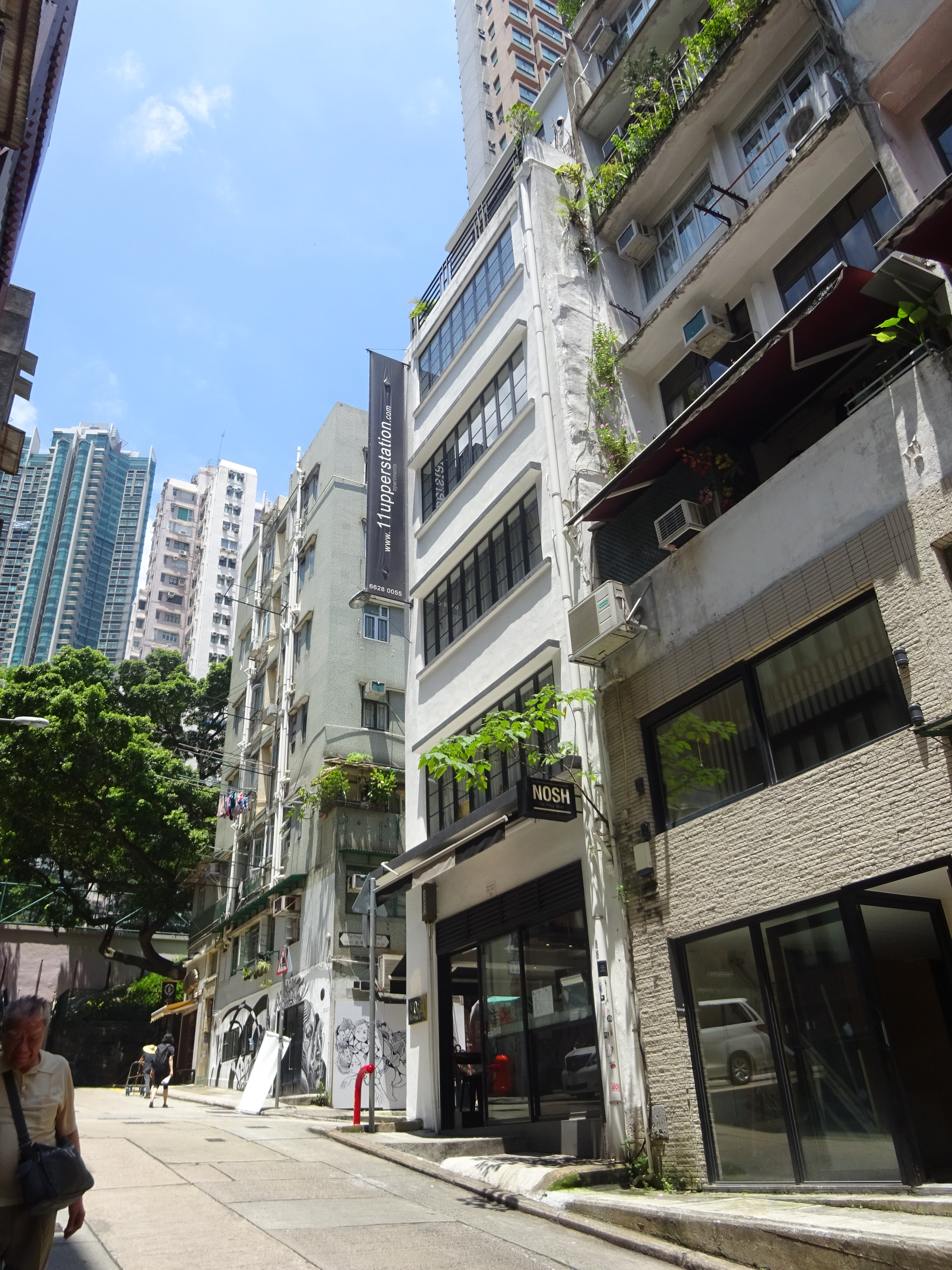
差館上街的唐樓

差館上街（英語：Upper Station Street）是香港中西區的一條街道，其北至道，南至醫院道，其中途與卜公花園及太平山街交界。差館上街的北段是南北單向行車道，出荷里活道，車輛可以再轉入樂古道，駛落至皇后大道中至皇后大道西方向。

## 歷史
香港首先被開發的部分是香港島，所以跟香港警隊有關的街道亦最先在香港島上出現。太平山現存的差館上街，今日雖無警署在此，但昔日卻曾有差館。於1870年建成的首間八號差館就是座落在該區。其所在的位置是今天的普義街，也就是從前的差館街；而差館上街，則是一條與差館街相連，向半山伸延的斜路。
至1894年，香港發生鼠疫，其爆發地點就是當年人煙稠密、衛生環境惡劣的華人平民區太平山街一帶。香港政府為了確保消滅疫症，遂把該區所有樓宇清拆，重新發展，而八號差館亦不能倖免，需遷往附近的醫院道。太平山區重建工程於1898年左右完成，原來的差館街易名普義街，而該區就空餘差館上街之名，而無警署在其中了。

## 現況
差館上街的南段是一座樓梯的街道，位於兩所小學之間，在早上、中午及下午4時放學時段比較多學生及家長路經此街道。此外香港房屋協會亦在此建立兩個市區改善計劃項目，第一個項目是差館上街5號，1983年落成入伙，樓高五層，一梯一伙。第二個項目是「尚雅苑」，位於前者的斜對面，門牌號碼差館上街8號，1993年9月落成入伙，樓高24層，有69個單位。

## 事件
- 2006年9月1日差館上街曾經發生倒車意外，引致一位爸爸及其女嬰死亡。

## 外部参考
1. ↑  . 市區改善計劃. 香港房屋協會.   [2020-05-30]. （原始内容存档于2020-06-14）.
2. ↑  . 市區改善計劃. 香港房屋協會.   [2020-05-30]. （原始内容存档于2022-03-15）.

- 差館上街的歷史資料，與香港警隊歷史有關 （页面存档备份，存于）
- 2006年9月1日 差館上街倒車意外